# UTC+8:30
UTC+8:30 — позначення для часового поясу, що на 8 з половиною годин випереджає всесвітній час UTC. Такий часовий пояс використовували у Північній Кореї з 15 серпня 2015 року до 4 травня 2018 року. У минулому його також використовували у Південній Кореї з 1954 до 1961 року, а також для Чангбайських гір в Китаї з 1912 до 1949 року та на Корейському півострові у складі Японії до 1930 року.

## Використання
- Зараз не використовують

## Історія використання
Час UTC+8:30 використовували:

### Як стандартний час
- Республіка Китай — Чанґпайський час
- Південна Корея
- Північна Корея

### Як літній час
не використовували